# 卡克拉區
12°48′46″S 75°46′59″W / 12.8127°S 75.7831°W
卡克拉區（西班牙語：Distrito de Cacra），是秘魯的一個區，位於該國中南部利馬大區的堯約斯省，始建於1936年7月15日，面積213.8平方公里，海拔高度2,790米，2005年人口1,167，人口密度每平方公里5.5人。